# Ornithocephalus
Ornithocephalus är ett släkte av orkidéer. Ornithocephalus ingår i familjen orkidéer.

## Bildgalleri

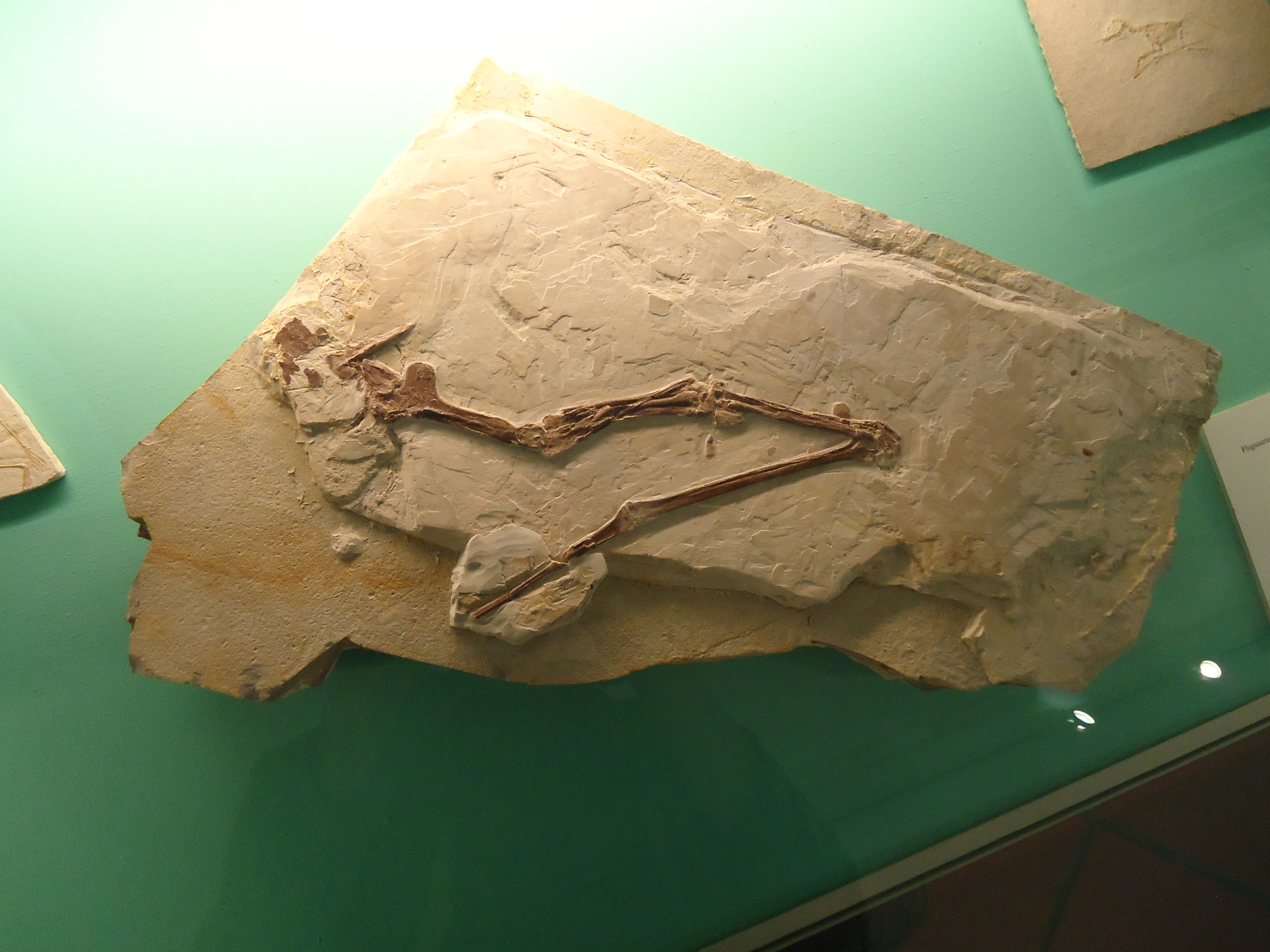

## Dottertaxa tillOrnithocephalus, i alfabetisk ordning[1]
- Ornithocephalus aristatus
- Ornithocephalus aurorae
- Ornithocephalus bicornis
- Ornithocephalus biloborostratus
- Ornithocephalus bonitensis
- Ornithocephalus brachyceras
- Ornithocephalus brachystachys
- Ornithocephalus bryostachys
- Ornithocephalus castelfrancoi
- Ornithocephalus caveroi
- Ornithocephalus ciliatus
- Ornithocephalus cochleariformis
- Ornithocephalus cryptanthus
- Ornithocephalus cujetifolia
- Ornithocephalus dalstroemii
- Ornithocephalus dodsonii
- Ornithocephalus dolabratus
- Ornithocephalus dressleri
- Ornithocephalus dunstervillei
- Ornithocephalus ecuadorensis
- Ornithocephalus escobarianus
- Ornithocephalus estradae
- Ornithocephalus falcatus
- Ornithocephalus garayi
- Ornithocephalus gladiatus
- Ornithocephalus grex-anserinus
- Ornithocephalus hoppii
- Ornithocephalus inflexus
- Ornithocephalus iridifolius
- Ornithocephalus kalbreyerianus
- Ornithocephalus lankesteri
- Ornithocephalus lehmannii
- Ornithocephalus longilabris
- Ornithocephalus manabina
- Ornithocephalus micranthus
- Ornithocephalus minimiflorus
- Ornithocephalus montealegreae
- Ornithocephalus myrticola
- Ornithocephalus numenius
- Ornithocephalus obergiae
- Ornithocephalus oberonioides
- Ornithocephalus patentilobus
- Ornithocephalus polyodon
- Ornithocephalus powellii
- Ornithocephalus suarezii
- Ornithocephalus torresii
- Ornithocephalus tripterus
- Ornithocephalus tsubotae
- Ornithocephalus urceilabris
- Ornithocephalus valerioi
- Ornithocephalus vasquezii
- Ornithocephalus zamoranus